# Litsea umbellata
Litsea umbellata (Lour.) Merr. – gatunek rośliny z rodziny wawrzynowatych (Lauraceae Juss.). Występuje naturalnie w Indonezji, Malezji, Kambodży, Laosie, Wietnamie oraz południowych Chinach (w południowym Junnanie oraz południowo-zachodniej części regionu autonomicznego Kuangsi). 

## Morfologia
PokrójZimozielone małe drzewo lub krzew. Dorasta do 9 m wysokości. Gałęzie są owłosione.
LiścieNaprzemianległe. Mają kształt od eliptycznego do podłużnie owalnego. Mierzą 6–12 cm długości oraz 3–4,5 cm szerokości. Są omszone od spodu. Nasada liścia jest rozwarta. Blaszka liściowa jest o spiczastym wierzchołku. Ogonek liściowy jest omszony i dorasta do 6–8 mm długości.
KwiatySą niepozorne, jednopłciowe, zebrane po 4 w baldachy, rozwijają się w kątach pędów. Okwiat jest zbudowany z 6 listków o owalnym kształcie, różniących się od siebie. Kwiaty męskie mają 9 pręcików.
OwoceMają kulisty kształt, osiągają 6 mm średnicy.

## Biologia i ekologia
Roślina dwupienna. Rośnie w widnych lasach oraz zaroślach. Występuje na wysokości od 300 do 1000 m n.p.m. Kwitnie od kwietnia do maja, natomiast owoce dojrzewają od sierpnia do września. 

## Zmienność
W obrębie tego gatunku wyróżniono jedną odmianę:
- Litsea umbellata var. fuscotomentosa (Meisn.) I.M. Turner